# Kristina Norská
Kristina Sverrisdóttir Norská († 1213) byla norská princezna a titulární norská královna, manželka spoluvládce Norska Filipa Simonssona.

## Život
Kristina byla dcerou norského krále Sverre Sigurdssona († 1202) a jeho manželky Markéty Švédské († 1209). Po smrti jejího otce v roce 1202 se její matka vrátila do Švédska, ale byla nucena svou dceru zanechat v Norsku, protože její bratr, nový král Haakon III. Norský, ji chtěl mít u dvora.
Její manželství s Filipem Simonssonem bylo součástí usmiřování mezi politickými frakcemi bagler a birkebeiner. Ani jedna strana se nezdála být schopná dosáhnout rozhodujícího vítězství. Na podzim 1207 arcibiskup Tore z Nidarosu a biskup Nikolas z Osla zahájili vyjednávání o usmíření obou stran. Dosáhli toho, že král Inge II. Norský (z frakce birkebeiner) a jeho protějšek baglerovec Filip Simonssson souhlasili se setkáním na podzim 1208. Filip se tehdy zřekl titulu krále a královské pečeti a získal východní Norsko a oblast Viken. Filipovo manželství s Kristinou uzavřené v roce 1209 tak bylo zpečetěním této dohody. Filip však tuto dohodu nedodržel a mimo jiné dál užíval titulu krále.
Kristina Norská zemřela o čtyři roky později, v roce 1213, při porodu prvního dítěte – syna, který zemřel krátce po ní.